# Marilynia bicolor
Marilynia bicolor är en spindelart som först beskrevs av Simon 1870.  Marilynia bicolor ingår i släktet Marilynia och familjen kardarspindlar. Utöver nominatformen finns också underarten M. b. littoralis.